# Francesco Saverio Romano

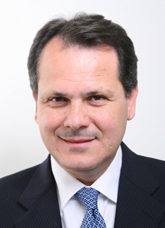
Francesco Saverio Romano (2008)

Francesco Saverio Romano (* 24. Dezember 1964 in Palermo) ist ein italienischer Politiker (UDC, Cantiere Popolare, Noi con l’Italia). Er ist seit 2022 Abgeordneter in der Camera dei deputati, der er bereits von 2001 bis 2018 angehörte. Von März bis November 2011 war er Landwirtschafts- und Forstminister unter Silvio Berlusconi.

## Leben
Romano schloss ein Studium der Rechtswissenschaften an der Universität Palermo ab. Er begann seine politische Karriere als Mitglied der Democrazia Cristiana (DC) und war Regionalsekretär von deren Jugendorganisation in Sizilien. Er wurde 1990 in den Provinzrat von Palermo gewählt und war 1993–94 Beigeordneter für das Straßennetz der Provinz. Nach dem Zerfall der DC 1994 gehörte er zunächst der PPI, ab 1995 den Cristiani Democratici Uniti (CDU) an. Die sizilianische Regionalregierung ernannte ihn 1997 zum Präsidenten des Istituto Regionale per il Credito alla Cooperazione (IRCAC), dieses Amt hatte er bis 2001 inne.
Bei der Parlamentswahl 2001 wurde er als Direktkandidat im Wahlkreis von Bagheria in die Camera dei deputati (Abgeordnetenkammer) des italienischen Parlaments gewählt. Von 2002 bis 2010 war er Mitglied der Unione di Centro (UDC). 2008 war Romano Sprecher der UDC im Finanzausschuss.
Im Herbst 2010 verließ Romano die UDC und gründete die christdemokratische Kleinpartei I Popolari di Italia Domani (PID), die die Regierung Berlusconis unterstützte. Im Januar 2011 trat er der Fraktion Iniziativa Responsabile bei (später umbenannt in Popolo e Territorio), in der Abgeordnete zusammenfanden, die Berlusconi das Vertrauen aussprachen, ohne seiner Partei PdL oder der Lega Nord anzugehören. Als Nachfolger von Giancarlo Galan war er vom 23. März 2011 bis 16. November 2011 Landwirtschaftsminister in Italien. Ihm folgte im Amt Mario Catania. Im Januar 2012 fusionierte PID mit weiteren christdemokratischen und regionalen Splitterparteien zur Partei Cantiere Popolare, der Romano seither vorsteht. 2012–13 war Romano Sprecher der Fraktion Popolo e Territorio im Außen- und Europaausschuss.
Bei der Parlamentswahl 2013 wurde Romano auf der Liste der PdL wiedergewählt. Die PID trat im Herbst 2013 als assoziierte Partei Forza Italia (Nachfolgepartei der PdL) bei. Im September 2015 verließ Romano die Forza-Italia-Fraktion wieder. Im Oktober 2016 trat Romano der Fraktion Scelta Civica–Ala per la Costituente Liberale e Popolare–MAIE bei, deren Vorsitzender er von November 2016 bis zum Ende der Legislaturperiode 2018 war. Von Oktober 2016 bis Februar 2017 war er zudem Sprecher seiner Fraktion im Finanzausschuss, anschließend bis Dezember 2017 im Verkehrs- und Kommunikationsausschuss. Bei der Parlamentswahl 2018 trat er als Direktkandidat im Wahlkreis von Corleone an, unterlag aber dem Kandidaten der Fünf-Sterne-Bewegung und schied damit aus dem Parlament aus. Zur Europawahl 2019 trat er auf der Liste von Forza Italia im Wahlkreis italienische Inseln an, blieb aber ebenfalls erfolglos.
Romano trat 2021 der aus einer gemeinsamen Liste kleinerer christdemokratisch-konservativ Parteien hervorgegangenen Partei Noi con l’Italia (NcI) unter Führung von Maurizio Lupi bei und wurde deren stellvertretender Vorsitzender. Seine eigene Kleinstpartei Cantiere Popolare, die hauptsächlich in Sizilien aktiv ist, löste er unterdessen nicht auf, sondern assoziierte sie mit NcI. Bei der italienischen Parlamentswahl 2022 gewann Romano als Kandidat des Mitte-rechts-Lagers das Direktmandat im Wahlkreis von Bagheria (Sizilien 1–03). Er sitzt in der Fraktion Noi moderati, der Abgeordnete von NcI und weiteren kleinen Mitte-rechts-Parteien angehören. Er ist Mitglied im Haushaltsausschuss und hat seit März 2024 den Vorsitz im gemeinsamen Ausschuss von Senat und Abgeordnetenkammer für „Vereinfachung“.